# Domènec Massagué i Casasayas
Domènec Massagué i Casasayas (Terrassa, 4 de desembre de 1900 - Terrassa, 17 d'agost de 1979) fou un futbolista català de la dècada de 1920.

## Trajectòria
Va començar a jugar a futbol l'any 1914 a l'infantil de la Unió Deportiva Terrassa. Principalment destacà al Terrassa FC, club on jugà durant més d'una dècada i en fou un dels puntals més destacats. Amb el club egarenc guanyà el campionat de Catalunya de Primera (Grup B) la temporada 1923-24 i la Copa Catalunya del 1925. A les acaballes de la dècada de 1920 fitxà pel FC Barcelona, club amb el qual jugà 11 partits entre amistosos i amb l'equip reserva. Finalitzà la seva carrera a la UE Sants. Fou un habitual amb la selecció catalana de futbol, amb la qual guanyà la copa Copa Príncep d'Astúries (1924).

## Palmarès
- Campionat de Catalunya de Segona Categoria:
  - 1923-24
- Copa Príncep d'Astúries:
  - 1924
- Copa Catalunya de futbol:
  - 1925